# Valzer op. 64 n. 2 (Chopin)
Il Valzer Op. 64 n. 2 in Do diesis minore è una composizione per pianoforte scritta da Fryderyk Chopin nel 1846.

## Storia
Come gli altri due dell'op. 64, anche questo valzer è stato scritto da Chopin a Parigi nel 1846, prima che il compositore raggiungesse Nohant con George Sand per passarvi l'estate come egli scrisse all'amico Grzymała. I tre valzer furono venduti nel 1847 a Breitkopf & Härtel di Lipsia che li pubblicò nello stesso anno; gli editori Brandus e Wessel li stamparono nel 1848. La composizione fu dedicata da Chopin alla baronessa Charlotte de Rothschild, sua allieva e moglie del noto banchiere Nathaniel de Rothschild, a cui nel 1842 aveva già dedicato la Ballata in Fa minore.

## Analisi
Sotto l'aspetto formale ripercorre la struttura a rondò (qui secondo le sezioni AB-CB-AB). Il tema d'apertura resta impresso nella memoria per la sua grande dolcezza e armonia. Dopo questa prima parte struggente e melanconica (A) ecco comparire il tema trascinante e concitato della seconda (B) in tempo Più mosso. Compare infine un terzo tema (C) con decelerazione agogica in Più lento, che tocca corde di forte liricità e che strutturalmente assume funzioni di Trio; questo è il momento più romantico e appassionato di tutto il brano e si riallaccia alla melodia accorata con anima presente nello Scherzo op. 31 dopo il Presto iniziale. Infine il ripristino capovolto delle due sezioni iniziali (prima B, poi A) e infine ancora B in funzione di coda, a rendere compiutezza a un'architettura sonora di grande equilibrio.
Il valzer, come anche l'op. 64 n. 1, è relativamente facile da eseguire da un punto di vista tecnico e per questo molte volte è suonato con troppa leggerezza. Chopin invece era estremamente severo con i suoi allievi per l'interpretazione tanto che difficilmente lo accontentavano. Soprattutto era importante l'esecuzione del celebre rubato che, anche se non segnato in partitura, veniva eseguito e insegnato da Chopin, ma lasciato poi libero secondo la sensibilità dell'esecutore.